# Acraea cepheus
Acraea cepheus är en fjärilsart som beskrevs av Carl von Linné 1758. Acraea cepheus ingår i släktet Acraea och familjen praktfjärilar. Inga underarter finns listade i Catalogue of Life.

## Bildgalleri

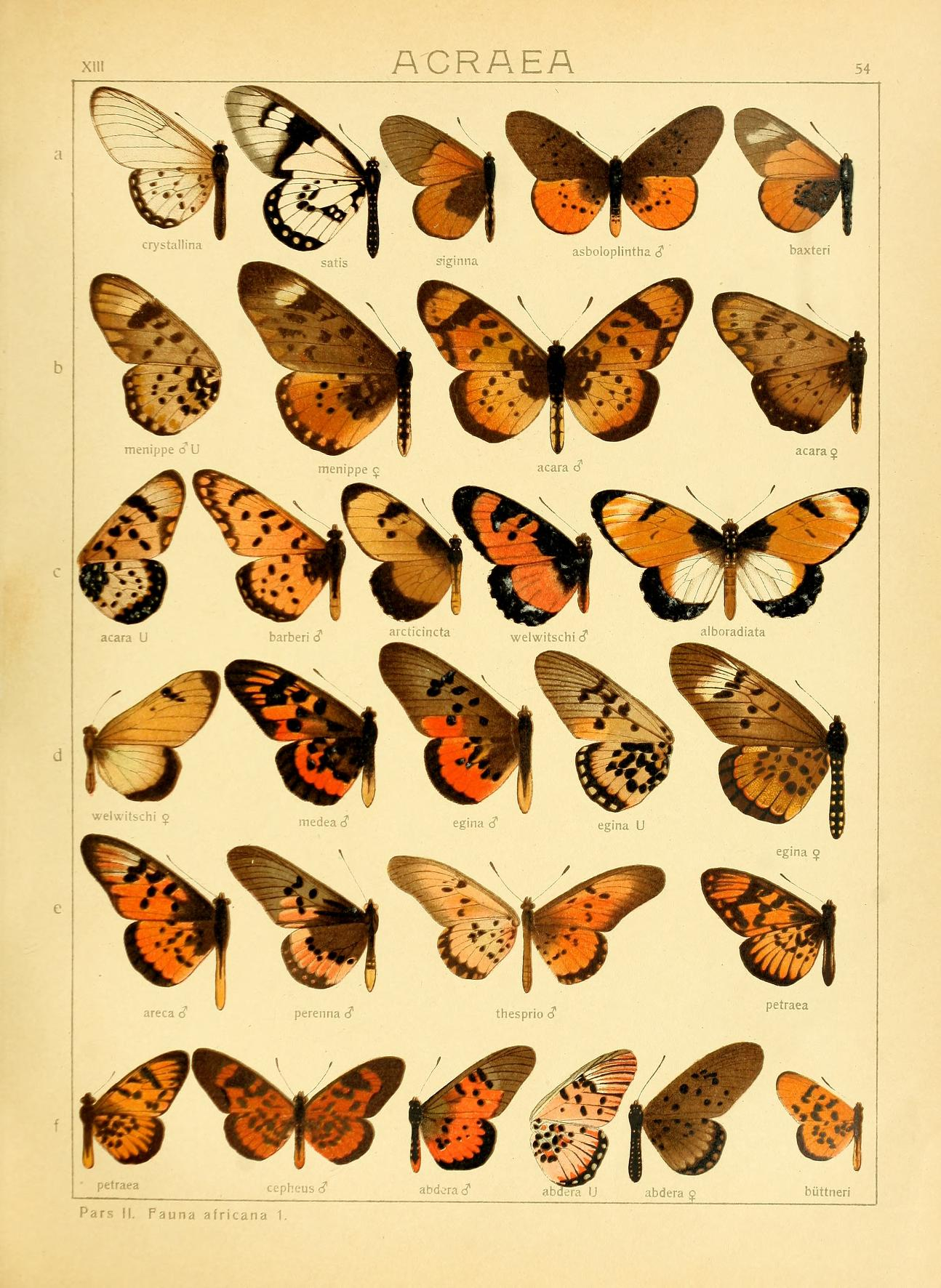
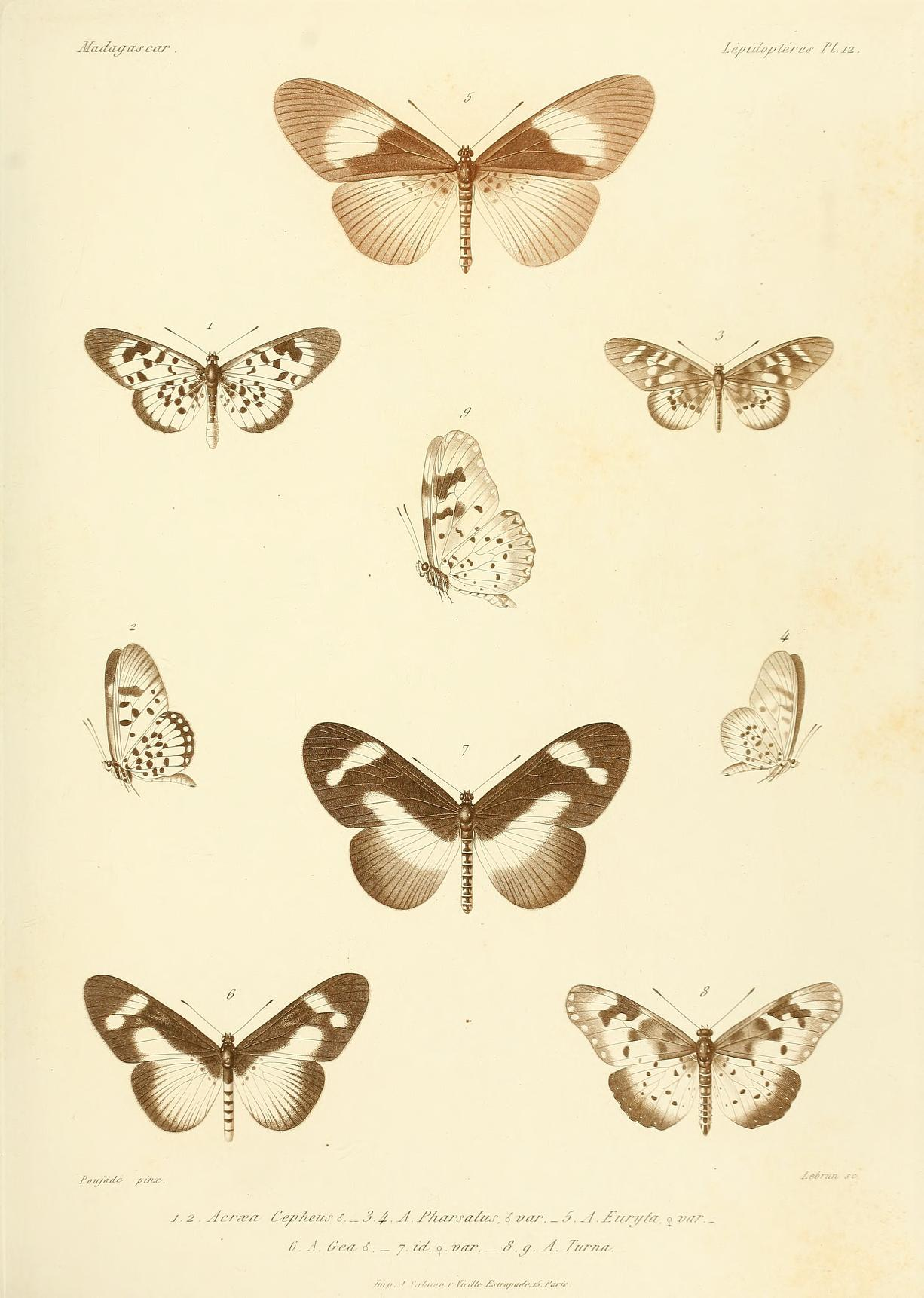
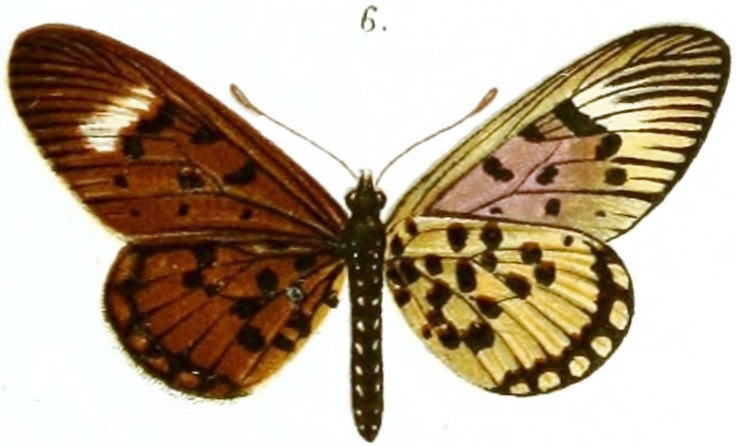